# 아보스 아토예프
아보스 압두라조코비치 아토예프(우즈베크어: Abbos Abdurazzoqovich Atoyev, 러시아어: Аббос Абдураззокович Атоев 아보스 아브두라조코비치 아토예프[*], 1986년 6월 7일~)는 우즈베키스탄의 전직 권투 선수이다. 2012년 하계 올림픽 남자 미들급에서 동메달을 획득했으며 세계 선수권 대회 금메달 2개, 아시안 게임 은메달 1개, 아시아 선수권 대회 금메달 1개를 획득했다.